# The Open Championship 1866
The Open Championship 1866 var en golfturnering afholdt af og i Prestwick Golf Club i Ayrshire, Skotland torsdag den 16. september 1866. Turneringen var den syvende udgave af The Open Championship, og den havde deltagelse af 16 spillere, 11 professionelle og fem amatører. Mesterskabet blev afviklet som en slagspilsturnering over tre runder på Prestwick Golf Clubs 12-hullersbane.
Titlen blev vundet af Willie Park, Sr. fra Musselburgh, to slag foran sin bror, David Park. Det var tredje gang, at Willie Park, Sr. vandt mesterskabet – de to første titler blev vundet i 1860 og 1863. Den forsvarende mester, Andrew Strath, endte på sjettepladsen, 13 slag efter vinderen.
Den kun 15-årige Tom Morris, Jr. ("Young Tom Morris") deltog for anden gang i og fuldførte for første gang mesterskabet, som han senere skulle komme til at vinde fire gange.

## Resultater
| Plac. | Spillere            | Score (slag) | Score (slag) | Score (slag) | Score (slag) |
| Plac. | Spillere            | 1.runde      | 2.runde      | 3.runde      | Total        |
| ----- | ------------------- | ------------ | ------------ | ------------ | ------------ |
| 1.    | Willie Park, Sr.    | 54           | 56           | 59           | 169          |
| 2.    | David Park          | 58           | 57           | 56           | 171          |
| 3.    | Robert Andrew       | 58           | 59           | 59           | 176          |
| 4.    | Tom Morris, Sr.     | 61           | 58           | 59           | 178          |
| 5.    | Bob Kirk            | 60           | 62           | 58           | 180          |
| 6.    | Andrew Strath       | 61           | 61           | 60           | 182          |
| 7.    | John Allan          | 60           | 63           | 60           | 183          |
| 7.    | William Doleman (a) | 60           | 60           | 63           | 183          |
| 9.    | Tom Morris, Jr.     | 63           | 60           | 64           | 187          |
| 10.   | Willie Dunn, Sr.    | 64           | 63           | 62           | 189          |
| 11.   | Tom Hood            | 61           | 69           | 61           | 190          |
| 12.   | James Hutchison     | 62           | 67           | 69           | 198          |
| 13.   | James Muir (a)      | 59           | opg.         | –            | –            |
| 14.   | James Knight (a)    |              |              |              |              |
| 14.   | George McArthur (a) |              |              |              |              |
| 14.   | Joseph Smith (a)    |              |              |              |              |